# Midgeholme
Midgeholme is een civil parish in het bestuurlijke gebied City of Carlisle, in het Engelse graafschap Cumbria. In 2001 telde het civil parish 67 inwoners.